# Dubravko Pavličić
Dubravko Pavličić (Zágráb, 1967. november 28. – Elche, 2012. április 4.) horvát válogatott labdarúgó, ifjúsági világbajnok.
A horvát válogatott tagjaként részt vett az 1996-os Európa-bajnokságon.
Hosszan tartó súlyos betegség után, 44 éves korában, 2012. április 4-én hunyt el.

## Sikerei, díjai
Jugoszlávia U20
- Ifjúsági világbajnok (1): 1987